# Омниканальность
Омниканальность — маркетинговый термин, обозначающий взаимную интеграцию разрозненных каналов коммуникации в единую систему, с целью обеспечения непрерывной коммуникации с клиентом.
Омниканальность является основой современного клиентского сервиса, одним из главных принципов работы, и структурой архитектуры современного контакт-центра. В первую очередь термин омниканальность связан с коммуникацией клиента и компании, предоставлении компанией бесшовного клиентского опыта по всем каналам. Однако в связи с тем, что в маркетинговой стратегии процесс коммуникации имеет четкую ориентацию на совершение клиентом конечной покупки, термин омниканальность также получил распространение, как один из принципов в области продаж и ритейла (или розничной торговли).

## От многоканальности к омниканальности
Основная сложность в понимании омниканального подхода заключается в понимании его принципиальных отличий от концепции многоканальности. Для лучшего понимания, как основных различий, так и отдельных нюансов этих концепций прежде всего необходимо сравнить этимологию двух терминов:
Многоканальность: Этимологически «multi» означает «много», то есть если потребители взаимодействуют с брендом посредством многочисленных каналов (электронная почта, контактный центр, веб-сайт, социальные сети), это свидетельствует об использовании многоканального подхода в области взаимоотношений с клиентами.
Подобное взаимодействие имеет «эффект разрозненности», или «полной изоляции», когда потребители пользуются различными или отдельными возможностями в зависимости от используемого ими канала. При этом возникают ситуации, в которых клиент, обратившийся в компанию по одному из существующих каналов коммуникации не может воспользоваться интересующей его услугой или приобрести необходимый товар, и его просят обратиться в компанию по другому каналу. Кроме того, при повторном обращении клиенту заново придётся сообщать всю свою личную и контактную информацию, сообщать о цели своего обращения или существующей проблеме, которую он уже объяснял при первом обращении, поскольку многоканальный подход не подразумевает систематического сбора и передачи данных, полученных из различных каналов. Всё это ведет к потере времени и денежных средств, а также понижению лояльности клиента.
Омниканальность: «Omni» — это собирательная форма со значением «все». Говоря об «омниканальности», подразумевается интегрированное восприятие потребителем продукта или услуги посредством использования всех каналов. Предприятия, фокусирующиеся на омниканальном подходе, стремятся обеспечить плавный и взаимодополняющий процесс потребительского восприятия при использовании как всех, так и отдельных каналов. Таким образом, переход от использования одного канала к другому последователен и не разрознен.
При омниканальном клиентском сервисе информация о клиенте собирается и сохраняется для того, чтобы сделать подход к обслуживанию более персонализированным. Во-первых, необходимый ему товар или услуга должен быть доступен с любого устройства или платформы. Во-вторых, на основании информации о предыдущих обращениях клиента, IVR-система должна отсортировать опции голосового меню в зависимости от того что интересует клиента (к примеру, человек, регулярно звонящий заплатить за свое кабельное телевидение не должен дожидаться цифры 6 в голосовом меню). Система должна автоматически поменять порядок предлагаемых вариантов, основываясь на информации о прежних обращениях клиента. Все дополнительные данные, которые клиент когда-либо вводил должны быть заполнены автоматически. После чего, система должна переадресовать клиента на сотрудника контакт-центра, обладающего навыками, необходимыми для того чтобы наилучшим образом решить проблему клиента. В случае, если по ходу своего обращения клиент хочет поменять канал связи, должна быть предоставлена возможность переключиться на другой канал, и продолжить с того места, где клиент остановился.
Ключевым фактором успеха омниканального клиентского сервиса является интеграция в единый процесс физических каналов продаж, таких как собственная или партнерская розничная сеть, с онлайн-каналом. Только в этом случае, когда переход для клиента между площадками продажи и обслуживания является по настоящему "бесшовным", компания и клиент получают максимальную потребительскую выгоду. 

### Омниканальность и ее связь с термином омни-digital
Основное различие между омниканальными и омницифровыми технологиями заключается в той роли, которую играет стратегия. Используя омниканальность, компания фокусируется на доставке нужного контента по нужному набору маркетинговых каналов в нужный момент, чтобы дать пользователю максимальную ценность.
Используя омни-digital подход, компания ставит приоритет на обеспечении единообразного обслуживания клиентов в цифровом пространстве, независимо от используемого канала. Канал становится второстепенным, а качество обслуживания клиентов - основным.

## Необходимые инструменты
- Единая платформа для обработки всех видов взаимодействий: звука, видео, IP-телефонии, e-mail, веб-чатов, СМС, запросов с мобильных устройств и т.д.
- Глубокая интеграция модулей с корпоративными системами и друг с другом.
- Многоканальное обслуживание позволяет достичь результатов, связанных с уровнем обслуживания: сокращение расходов и соблюдение SLA.
- Общая информация о пользователе, его запросах и истории взаимодействия.
- Интеллектуальные модули речевой и текстовой аналитики маршрутизируют обращения к нужным специалистам.
- Общая статистика по загрузке специалистов контакт-центра в реальном времени.[6]

## История термина
Развитие технологий создало для людей множество новых каналов общения. Для того, чтобы завоевать лояльность клиентов на рынке с высоким уровнем конкуренции бизнес встал перед необходимостью постоянной открытости для коммуникаций с клиентом, причем в то время, и тем способом, каким удобно клиенту. Так от наличия всего одного или двух каналов, компании пришли к созданию омниканальных контакт-центров.
Первое решение в этой области появилось еще в 2010 г., когда компания Genesys представила Conversation Manager, позволяющий объединить разрозненные системы поддержки различных каналов взаимодействия (телефон, чат, СМС, почта, социальные сети, мобильные приложения и др.) на единой платформе. В дальнейшем данная система была интегрирована также с IVR и CRM-системами. Подобные решения быстро набирали популярность, и вскоре термин стал общеупотребимым.

## Критика
Несмотря на растущую популярность, существует также и критика омниканальной системы. Чаще всего критика касается вопроса о том, являются ли омниканальные решения по-настоящему инновационными технологиями, а омниканальная архитектура — новой вехой в истории развития контакт-центров? Большая часть скептиков полагает что омниканальность — ничто иное как маркетинговый ход производителей данных решений, их попытка убедить организации в необходимости омниканальной платформы, а затем продать старые технологии в новой обертке.
Отчасти подтверждает данную теорию тот факт, что небольшое число наиболее развитых компаний предоставляло своим клиентам множество каналов связи, а также пыталось собирать и анализировать информацию, полученную по ним, задолго до появления первой омниканальной платформы.
Тем не менее, можно с уверенностью утверждать, как минимум то, что единая омниканальная платформа значительно улучшила и упростила обслуживание клиентов, а также позволила сотрудникам контакт-центра отойти от работы на двух ноутбуках или в двух открытых окнах. Если прежде Оператору необходимо было на одном открытом ноутбуке/в одном окне держать открытым диалог с клиентом, например, в онлайн-чате, а на другом/в другом искать по внутренней базе данных необходимую информацию. Это значительно замедляло и усложняло процесс, а само качество обслуживания было также на не самом высоком уровне. Теперь же, благодаря существованию единой омниканальной платформы, сотрудник работает в одном окне, а сама программа интегрирована со всеми каналами коммуникации и базами данных: т.е., обрабатывая вызов оператор может в два клика в режиме реального времени, найти контактную информацию клиента, все его личные данные, историю его обращений в компанию, а также всю прочую информацию, которая может потребоваться клиенту. В целом такой подход существенно повышает лояльность клиентов, и значительно сокращает время, которое оператор тратит на обработку заявки.